# Выонг Тхи Хюен
Выонг Тхи Хюен (вьет. Vương Thị Huyền; род. 22 июня 1992, Ханой) — вьетнамская тяжелоатлетка, выступающая в весовой категории до 49 кг. Участница Олимпийских игр и чемпионатов мира, чемпионка Азии.

## Биография
Выонг Тхи Хюен родилась 22 июня 1992 года.

## Карьера
Выонг Тхи Хюен стала пятой в весовой категории до 48 килограммов на чемпионате мира среди молодёжи 2009 года с результатом 143 кг в сумме.
В 2011 году на Играх Юго-Восточной Азии она стала четвёртой в весовой категории до 58 килограммов, подняв в сумме 195 кг (85 + 110).
В 2012 году на чемпионате Азии Хюен стал седьмой в весовой категории до 53 кг. Она подняла 87 килограммов в рывке и затем толкнула штангу на 100 кг.
В 2015 году она стала чемпионкой Азии в весовой категории до 48 килограммов в результатом 190 кг. В том же году на взрослом чемпионате мира она стала второй, подняв на четыре килограмма больше результата на континентальном чемпионате.
На чемпионате Азии 2016 она стала восьмой, подняв 187 кг в сумме, а на летних Олимпийских играх в Рио-де-Жанейро не сумела взять ни одного веса, оставшись без зачётного результата. Также неудачей завершился чемпионат Азии 2017 года, где Хюен подняла 83 килограмма в рывке, но в толчке не сумела совершить ни одной успешной попытки.
На чемпионате мира 2017 года Хюен стала четвёртой, подняв 180 килограммов в весовой категории до 48 кг.
На Азиатских играх 2018 года она стала четвёртой, подняв 181 кг (80 + 101). На чемпионате мира в Ашхабаде Хюен стала шестой в новой весовой категории до 49 килограммов с результатом 183 кг.
На Кубке мира 2019 года завоевала золото в весовой категории до 45 кг. В том же году завоевала золото чемпионата Азии, подняв 168 кг. На чемпионате мира в Паттайе стала четвёртой, при этом завоевав малую бронзовую медаль в толчке, подняв 91 кг.
На Кубке мира в Риме в 2020 году она стала третьей в весовой категории до 49 кг.